# اندیس آنومالی دستجرد
آنومالی دستجرد یک اندیس فلزی است که در حوالی شهر سهل آباد استان خراسان قرار دارد و مادهٔ معدنی موجود در آن، طلا است.سنگ میزبان این اندیس سنگ‌های الترابازیک سرپانتینیتی شده، دیاباز، گابرو، بیوتیت گنیس، سنگ آهک، توف، دونیت، لیسونیت است  در این اندیس، پاراژنز‌های منیتیت، هماتیت، پیروکسن، آمفیبول، لیمونیت، کلریت، پیریت، کرومیت، اپیدوت، ایلمنیت، زیرکن، سینابر، باریت، یافت می‌شوند.